# Allium desertorum
Allium desertorum är en amaryllisväxtart som beskrevs av Peter Forsskål. Allium desertorum ingår i släktet lökar, och familjen amaryllisväxter. Inga underarter finns listade i Catalogue of Life.